# Languidipes
Languidipes is een geslacht van haften (Ephemeroptera) uit de familie Polymitarcyidae.

## Soorten
Het geslacht Languidipes omvat de volgende soorten:
- Languidipes corporaali